# Поляне-при-Штяку
Поляне-при-Штяку (словен. Poljane pri Štjaku) — поселення в общині Сежана, Регіон Обално-крашка, Словенія. Висота над рівнем моря: 485,7 м. Розташоване на південний схід від Штяку.